# Скуби-Ду: Арабски нощи
„Скуби-Ду: Арабски нощи“ е американски анимационен телевизионен филм от 1994 г., продуциран от Hanna-Barbera, излъчен в синдикация на 3 септември 1994 г. Това е адаптация на „Хиляда и една нощ“ и включва появи на Скуби-Ду и Шаги Роджърс, в сегменти с обвивка.
По-голямата част от специалния филм е посветена на две приказки, едната с участието на Мечето Йоги и Бу-Бу, а другата с участието на Магила Горила. Той е анимиран с ярки цветове, стилизирани дизайни на герои и по-плосък стил в сравнение с предишните телевизионни филми и музикално вкаран от ветеранския анимационен композитор Стивън Бърнстейн, показващ силно влияние от високобюджетния Warner Bros. Animation и анимациите на Стивън Спилбърг от ерата, „Приключенията на дребосъците“ (Tiny Toon Adventures) и „Аниманиаци“ (Animaniacs).
Това е последният филм, в който Дон Месик озвучава Скуби-Ду и Бу-Бу (макар че го озвучава и във видеоиграта Scooby-Doo Mystery), както и последният филм, в който Кейси Кейсъм играе Шаги до 2002 г., когато отново започва да озвучава персонажа. Това е и последният филм, в който Алън Мелвин озвучава Магила Горила, както и последната му филмова роля като цяло.

## Сюжет

### Пролог
Скуби-Ду и Шаги пристигат в Арабия с вълшебно килимче, за да станат кралски дегустатори на храна за младия халиф. Първоначално са наети. След като изядат всичко, което се вижда, и не оставят храна за халифа, той и кралският готвач се ядосват и халифът заповядва на стражите си да ги убият. Шаги и Скуби-Ду намират място, където да се скрият и Шаги се превъплъщава в момичето от харема. Халифът, който търси булка, се влюбва в преоблеченият Шаги и решава, че ще се оженят. Надявайки се да накара халифа да заспи, за да могат да избягат, Шаги му разказва две класически истории.

### Алия-Дин и Вълшебната лампа
Първият от два разказа, които включват версия на „Аладин и вълшебната лампа“, свързана с пола.
Султанът на страната е притеснен, тъй като синът му, Принцът, все още не е си е избрал булка, която да се ожени, и е отказал почти всяка принцеса, която се стреми да се омъжи за него. Султанът изразява загрижеността си на своя везир Хаман, а когато здравето му отпада, Султан продължава да оказва натиск върху сина си да избере жена. Той е още по-разстроен, както отдавна, когато принцът беше млад, той вече беше сгоден да се ожени за принцеса на съседно царство; когато тя се роди, всички бяха изпълнени с радост и щастие, но един съдбовен ден принцесата тайнствено изчезна, оставяйки кралството без наследник и принцът, разбит от сърце. В крайна сметка султанът решава всяка следваща жена да пристигне на следващия ден, за да може синът му най-накрая да избере жена, която да осигури наследник на трона. Принцът обаче забелязва млада жена близо до реката, която измива дрехите си и веднага се влюбва в нея; младото момиче го забелязва и се плаши и скоро си отива. Принцът се опитва да я спре, но вместо това намира само оставен от нея шал и решава да отиде в града, за да я намери.
Въпреки това, без да знае нито за султана, нито за принца, везитът Хаман всъщност ги презира и има план най-накрая да получи контрол над трона. Той търси насоки от магическо бижу, известно като „Властелинът на амулета“, което е помогнало отдавна и разкрива, че всъщност е отвлякъл принцесата, когато е била бебе, тъй като това е било част от плана му да получи контрол над царството. Властелинът на амулета му разказва за магическа лампа, която е скрита в пещера, която се разкрива само на всеки три години по време на синя луна, но също така разкрива, че само човек с чисто сърце може да влезе в пещерата. Властелинът на амулета разкрива, че младата жена на име Алия-Дин е единственият човек, способен да влезе в пещерата, за да вземе лампата (и за когото също се разкрива, че е същата жена, в която принцът се е влюбил), преди да каже на Хаман да никога повече не търсете помощта му. След това Хаман отива в града и скоро намира Алия-Дин, където обяснява, че само тя е в състояние да влезе в пещерата, за да вземе лампата, но също така я лъже, казвайки, че лампата има специални сили, които ще помогнат за излекуването на болния Султан, за да на което Алия-Дин се съгласява да помогне.
По-късно същия ден принцът все още търси Алия-Дин, където също привлича много внимание от много жени, които се стремят да се оженят за него на следващия ден, което кара принца да разбере за плановете на баща си. Той е възмутен от баща си, който иска да се ожени за жена, която е срещал само, тъй като сърцето му е само към Алия-Дин. Междувременно Алия-Дин закъснява да се срещне с Хаман, но по пътя си открива новината, че принцът ще избере булка на следващия ден; жена наблизо обаче ѝ казва да не се надява, тъй като вярва, че Алия-Дин няма шанс да спечели любовта и обичта на принца. След това Алия-Дин и принцът се натъкват един на друг и Алия-Дин се влюбва в принца. Въпреки това, спомняйки си задълженията си да помогне за изваждането на лампата, Алия-Дин е принудена да напусне принца, въпреки че той се опитва да я спре, Принцът скоро я губи от погледа си, за голямо ужас.
През нощта Алия-Дин се среща с Хаман, където стават свидетели на отварянето на пещерата. Хаман инструктира Алия-Дин да докосва само лампата и нищо друго, докато влиза в пещерата. Алия-Дин влиза в една стая и въпреки предупрежденията на Хаман, тя бере нещо, което изглежда невинно цвете, без да знае, че това всъщност е съкровище. Алия-Дин скоро намира лампата близо до воден фонтан, но открива, че с брането на цветето пещерата е започнала да се срутва и скоро се затваря, оставяйки я и лампата в капан много за гнева на Хаман. Алия-Дин е разстроена, тъй като няма изход от пещерата и че накрая принцът ще избере булка, за да се ожени на следващия ден. След това тя забелязва, че на лампата има надпис, който гласи „Разтрий ме“; тя го разтрива, докато инструктира, което пуска Мечето Йоги, напълно задвижван Джин и неговия помощник, трениращия Джин Бу-Бу, които разкриват на Алия-Дин, че тя е новият им господар и им е позволено да изпълнят трите ѝ желания.
Междувременно, в двореца, Хаман създава специална отвара, която да използва върху султана, която ще го накара да заспи дълбоко. Той отива в покоите на султана, където отварата действа незабавно и той заспива; скоро след като Принцът пристига да говори с баща си, без да знае за магията на съня. Принцът се извинява, че не е избрал булка и иска да постави щастието на баща си пред своето, разкрива, че ще избере булка и ще се ожени за когото и да е на следващия ден, въпреки факта, че все още е разстроен заради загубата на Алия-Дин. Принцът обаче забелязва състоянието на баща си и Хаман бързо поставя принца под същото заклинание. След това Хаман завежда безсъзнателния принц в подземията, където го приковава към стена и придобива външния вид на принца.
Алия-Дин отива да приеме ръката на принца, без да знае с кого си има работа. Хаман се разкрива, взима лампата (следователно го прави Йоги и новия господар на Бу-Бу) и кара Алия-Дин да бъде хвърлен в тъмницата. Хаман използва първите си 2 желания, за да се превърне в султан и владетел на цялата вселена. Алия-Дин избягва от подземието и сваля лампата от хватката на Хаман, оставяйки го без трето желание. Алия-Дин най-накрая получава повторение от три желания и използва първото си желание, за да върне всичко към нормалното.
С всичко напълно възстановено, Принцът идва в съзнание и заповядва на дворцовата охрана да арестува Хаман. След това принцът скоро се събира с Алия-Дин и връща нейния шал; след като най-накрая научи името ѝ, Принцът моли Алия-Дин да се омъжи за него. Алия-Дин обаче вярва, че той не я обича истински, тъй като тя вярва, че любовта му се дължи главно на желанието ѝ за това, но принцът вместо това ѝ разкрива, че е влюбен в нея откакто я е видял за първи път. Алия-Дин е възхитена и Принцът я уверява, че могат да бъдат заедно. Скоро пристига вече пробуденият султан и принцът представя баща си на Алия-Дин и разкрива желанието си да се ожени за нея. Султанът обаче не може да благослови желанието им за брак, тъй като той разкрива на сина си, че може да се ожени само за принцеса, Алия-Дин търка лампата, докато чува думите му и Йоги се появява. След това Алия-Дин желае да стане отново принцеса и скоро се превръща обратно в своя принцеса. Въпреки това, въпреки желанието, султанът не може да позволи на Алия-Дин и принца да бъдат женени.
Натъжен, Принцът се извинява на Алия-Дин, тъй като изглежда, че любовта им никога не може да бъде. След като научава името ѝ, Султанът разбира, че Алия-Дин е отдавна изгубената принцеса, с която принцът е бил сгоден. Радвайки се, Султанът им позволява да се женят. След това Алия-Дин моли Йоги за последното ѝ желание да бъде огромна сватба, което той с удоволствие дава. Принцът и Алия-Дин празнуват годежа си и споделят първата си целувка, тъй като Бу Бу най-накрая се превръща в пълноправен Джин и изпълнява личното си желание на Йоги: кошница за пикник.

### Интерлюдия
След първата история, халифът беше впечатлен от историята и започва да крои планове за сватбата, като накара Кралския работник на дрехи да избере рокля. Скуби-Ду трябваше да се представя за помощника на Кралския работник на дрехи, за да премери рокля. След това Шаги започва следващата история.

### Синбад Моряка
Втората и последна приказка е за моряка Синбад (в ролята Магила Горила) и за това как той сбърква пиратски кораб с круизен кораб, като последният е непрекъснат гаф в цялата история.

### Финал
Преди Шаги да успее да избяга, халифът решава да започне церемонията веднага. Когато пристига сватбената торта, рошавите прасета излизат и неговата хитрост е открита от кралския готвач. Въпреки това, халифът разкрива, че тъй като му е било приятно да слуша историите и е бил разсеян от глада си, той е решил да превърне Шаги и Скуби в кралски разказвачи, които дуото с радост приема, както и да запази своята дегустация на кралска храна. След това Шаги, Скуби-Ду, халифът и кралският готвач изяждат голямата торта.

## Озвучаващ състав
- Кейси Кейсъм – Шаги Роджърс
- Дон Месик – Скуби-Ду
- Еди Дийзън – Халифа
- Грег Бърсън – Кралският готвач
- Чарли Адлър – Кралски страж 1
- Браян Къмингс – Шофьорът на летящо килимче / Кралски страж 2
- Ник Джеймисън – Работник в кухнята / Работник в роклите

### „Алия-Дин“
- Грег Бърсън – Мечето Йоги като Джинът
- Дон Месик – Мечето Бу-Бу като Трениращият джин
- Дженифър Хейл – Алия-Дин
- Джон Касир – Хаман
- Роб Полсън – Принцът
- Браян Къмингс – Султанът
- Пол Ейдинг – Скриб
- Тони Джей – Господарят на амулета
- Кат Суси – Принцеса / Гражданка

### „Синбад Моряка“
- Алън Мелвин – Магила Горила като Синбад
- Чарли Адлър – Пиратския капитан
- Морис Ламарш – Циклоп
- Франк Уелкър – Бебе рух / Майка рух / Глава на роботски дракон

## Домашна употреба
През март 1995 г., веднага след излъчването на специалния филм, той беше пуснат за първи път на VHS, разпространяван от Turner Home Entertainment. През юни 1996 г. имаше препечатка за тази лента, с изключение на това, че имаше същите визуализации в нея и нямаше закриване. На 3 септември 2004 г., на 10-та си годишнина, той е преиздаден на VHS и за първи път на DVD, с екстри като „Вземи картината със Скуби-Ду и Шаги“ (Get the Picture with Scooby-Doo and Shaggy), специален музикален видеоклип към „Влюбената Америка със Скуби-Ду“ (America's In Love with Scooby-Doo), предизвикателство за концентрация на Скуби и някои бонус трейлъри за по-нататъшните анимации.

## Последващ филм
Анимационната филмова поредица „Скуби-Ду“ продължава чак през 22 септември 1998 г., когато е излъчен „Скуби-Ду: Зомби остров“.

## В България
В България първоначално е издаден на VHS от Мулти Видео Център през 1995 г. През 2009 г. филмът е излъчен за първи път по Нова телевизия. През 2013 г. се излъчва и по Cartoon Network.